# Potamosiren
Potamosiren — викопний рід ламантинів із середньоміоценової (лавентанської) групи Хонда в Колумбії.

## Філогенез
Кладистичний аналіз вимерлих сирен у 2014 році показує, що потамосірен є близьким родичем сучасних ламантинів